# Стеван Карановић
Стеван Карановић звани поп Каран (Крњеуша, 27. децембар 1834 - Јаловик, 1913) био је поп и српски војвода, познат како у Босни и Херцеговини, тако и у Старој Србији. Брат је чувеног војсковође из босанског устанка 1875. године, попа Ђурђа Карановића. 

## Биографија
Рођен је 1834. од оца Луке и мајке Симеуне. Рукуположен је од митрополита Игњатија II 6. децембра 1866. године на Светог Николу у Босанском Новом. Био је ожењен од српске породице Ћулибрка из Рисовца, имао је и сина Јована, касније свештеника у селу Јаловик у Србији.
Војвода поп Стеван, као нераздвојни друг свога брата попа Ђурђа Карановића, у борби са непријатељем се уздигао и прославио бранећи лијепо српско име и православну вјеру. Као свештеник у Слабињској парохијхији, код Кнежопоља, поп Стеван је оптужен да буни народ и припрема устанак против турака. Пред бањалучким пашо, одбранио се оптужби, да би 1870. године поново био оптужен са својим братом поп Ђурђем. Као казну браћа су, од старне бањалучког паше отјерани и послати у Бихаћ, бихаћком везиру на издржавање казне. Провели су у тамници, у бихаћкој кули, 3 мјесеца да би их онда прогнали у Коњух, у Малу Азију, на 101. годину казне.
На том дугом и тешком путу који је кренуо од Бихаћа, преко Лијевна, Мостара, Пљеваља, Косова поља, Скопља, Солуна до Чанкале близу Смирне. На том путовању због нечовјечног понашања стражара одлучили су се на бјегство. Ту идеју су спровели у близини приморске вароши Мањисе, старе Магнезије, на ријеци Гедиз Чај, којасе улива у Смирањски залив. Након њиховог бјегства организована је потрага за браћом која се се на тежак начин спасила. Долазе на морску обалу гдје се налазила енглеска парабродска агенција. Ту се нашао и пружио помоћ црногорац по имену Илија Р., који их одводи до Смирне, на француску лађу, која је преко Шпарте, Калке, Атине и Коринта одвела до Крфа на трошак руског конзула.
Са Крфа одлазе у Цетиње, преко Будве, са писмом руског конзула кнезу Николи, који их је даље упућује војводи Марку Миљанову. Са Цетиња иду у Београд, по препоруци митрополиту Михајилу, који им даје парохију Добра у Пожаревачком округу.
Из Добранске парохије поп Стеван поново ступа у контакт са Гавром Вучковићем,архимандропом Серафимом Перовићем, касније митрополитом мостарским, Васом Пелагићем, поп Јованом Гаковићем и другим. Они су добављали оружје и дописивали се са војводом Врбицом, који им говори да дигну устанак, сваки у свом крају, кад чују да је књегиња Милена из Русије. Поп Стеван се 24. септембра 1874. године састаје са Остојом Кароманошем, који је био послат од војводе Петра Пеције, од кога сазнаје за долазак књегиње, чекајући вијести из Подгорице. Лист "Исток" доноси вијести о пдгоричком покољу што је био знак за устанак. Поп Стеван и његов брат Ђоко прелазе у Босну, покупивши чету и остале војводе, које је лично причестио, дао новац и оружје да очисти домовину од непријатеља.
Поп Стеван учествује у свим ратовима у Горњој и Доњој Крајини, као и око Бањалуке и Градишке. Важним послом идући у Србију, 18. октобра 1876. године, стигло га је примирје у Клењу, у Мачви, с налогом да распусти војску. Своју војску предаје под контролу пуковнику Паји Путнику. За храброст и толику љубав према отаџбини одликован је од руског цара златном медаљом, а од српског краља Милана ратном споменицом и крстом св. Саве II степена. Умро је у Јаловику 1913. године.